# Marko Marinović
Marko Marinović (Čačak, 15 de març de 1983) és un exjugador i actual entrenador de bàsquet serbi. Com a jugador tenia la posició de base.